# Inez Viana
Inez Viana Duque (Rio de Janeiro, 18 de agosto de 1965) é uma atriz e diretora teatral brasileira. Conhecida por sua versatilidade de atuação, em especial no teatro e na televisão, iniciou sua carreira na década de 1980. Viana recebeu indicações a vários prêmios, incluindo um Prêmio APCA, dois Prêmios Qualidade Brasil e três Prêmios Shell.
Formada pela Casa das Artes de Laranjeiras (CAL) em 1987, com uma carreira de sucesso no teatro, tendo trabalhado com diretores renomados como Aderbal Freire-Filho, Miguel Falabella e Jorge Fernando. Em sua trajetória, ela atuou em diversos musicais, como Gardel - Uma Lembrança e Cole Porter - Ele Nunca Disse que me Amava. Inez também tem destaque na televisão, tendo interpretado a personagem Márcia em Laços de Família e Adília em Flor do Caribe.
Além disso, ela dirigiu o espetáculo Maravilhoso em 2013 e atuou em alguns filmes, como na franquia Meu Passado Me Condena e Nosso Lar. Viana ganhou o prêmio de melhor atriz de teatro por sua atuação em Uma Aventura Carioca em 1991, além de ter sido indicada como uma das 10 melhores atrizes do ano de 1996 por Futuro do Pretérito. Em 2007, estreou o monólogo A Mulher que Escreveu a Bíblia, adaptação do romance de Moacyr Scliar, e em 2009, atuou no musical Sassaricando - E o Rio Inventou a Marchinha.

## Biografia
Nascida no Rio de Janeiro em 18 de agosto de 1965, Inez Viana Duque se interessou pelo mundo artístico desde muito jovem. Aos 22 anos, formou-se no curso de atuação da renomada Casa das Artes de Laranjeiras (CAL), em 1987, iniciando sua vida profissional logo em seguida.

## Carreira
Em 1987, recém-formada em teatro, estrelou o musical Gardel – Uma Lembrança, sob a direção de Aderbal Freire-Filho. Em seguida, foi escalada para o elenco de Theatro Musical Brasileiro, de Luís Antônio Martinez Corrêa e vários outros musicais até culminar em Cole Porter – Ele nunca disse que me amava, em 2001, em que, acompanhada por mais seis atrizes cantoras, Inez interpretava a mãe do compositor. O espetáculo ficou um ano e meio em cartaz.
Em 1991, ganha o prêmio de melhor atriz de Teatro por sua atuação em Uma Aventura Carioca, de Caio de Andrade. É também indicada como uma das 10 melhores atrizes do ano de 1996 por Futuro do Pretérito, de Regiana Antonini.
Em 2000 estreia na televisão em Laços de Família, de Manoel Carlos, interpretando a cômica secretária Márcia, personagem que é lembrado até hoje com seu bordão Fofíssima.
Em 2002, protagoniza o espetáculo Elis - Estrela do Brasil, no qual interpreta a cantora dos 10 aos 34 anos, até o último show, "Trem Azul". Em 2004, participa do espetáculo Orlando Silva, O Cantor das Multidões, com Tuca Andrada.
Esteve afastada por 5 anos da televisão, em 2006, retorna na novela Páginas da Vida repetindo parceria com Manoel Carlos. Integrou o elenco da novela Negócio da China em 2008 e participou da temporada de 2010 de Malhação com um importante personagem.
No final de 2007, estreia o elogiado monólogo A Mulher que Escreveu a Bíblia, adaptação do romance de Moacyr Scliar, feita por Thereza Falcão, com direção de Guilherme Piva. Em 2009, além do monólogo, está no musical Sassaricando - E o Rio Inventou a Marchinha.
Em 2013, assina a direção do espetáculo Maravilhoso, com dramaturgia de Diogo Liberano. Ainda em 2013 ganha seu papel de maior importância na televisão, em Flor do Caribe novela de Walther Negrão interpretando a misteriosa Adília.
No cinema esteve em Um Show de Verão (2004), Nosso Lar (2010) e destacou-se em Meu Passado Me Condena e Meu Passado Me Condena 2. Em 2015 retorna em mais uma temporada de Malhação interpretando a professora Sueli, mãe da protagonista Luciana.

## Vida pessoal
Em 2009, Inez casou-se com sua amiga, a também atriz Débora Lamm. As duas viveram juntas por 13 anos, até se separarem no fim de 2022.

## Filmografia

### Televisão
| Ano  | Título                       | Personagem                    | Notas                                       |
| ---- | ---------------------------- | ----------------------------- | ------------------------------------------- |
| 1997 | Você Decide                  | Vilma                         | Episódio: "Quando eles Amam"                |
| 1999 | Você Decide                  | Rosane                        | Episódio: "O Dilema de Rosane"              |
| 2000 | Laços de Família             | Márcia                        |                                             |
| 2003 | Carol & Bernardo             | Beth                          | Especial de fim de ano                      |
| 2005 | A Diarista                   | 1ª Patroa                     | Episódio: "Nete Vira Estrela de Televisão"  |
| 2006 | Páginas da Vida              | Irmã Fátima                   |                                             |
| 2008 | Faça Sua História            | Carmem Dorothéia              | Episódio: "Noel da Conceição"               |
| 2008 | Casos e Acasos               | Daniela                       | Episódio: "A Aliança, a Queixa e a Revista" |
| 2009 | Negócio da China             | Dóris                         |                                             |
| 2009 | Toma Lá, Dá Cá               | Neida                         | Episódio: "A Alma Boa do Bloco H"           |
| 2010 | Malhação                     | Dona Zica de Souza            | Temporada 18                                |
| 2012 | As Brasileiras               | Diana                         | Episódio: "A Doméstica de Vitória"          |
| 2012 | Meu Passado Me Condena       | Suzana Gonçalves              |                                             |
| 2013 | Flor do Caribe               | Maria Adília da Trindade      |                                             |
| 2014 | Tapas & Beijos               | Dona Francisca                |                                             |
| 2015 | Malhação: Seu Lugar no Mundo | Sueli Rodrigues Almeida       |                                             |
| 2016 | Sol Nascente                 | Drª. Tânia Soares             |                                             |
| 2017 | Tempo de Amar                | Guiomar Coelho de Abreu Moniz |                                             |
| 2020 | Amor de Mãe                  | Sílvia                        | Episódio: "21 de fevereiro"                 |
| 2020 | Os Últimos Dias de Gilda     | Celina                        |                                             |
| 2021 | Desjuntados                  | Dona Zélia                    | Episódio: "Desmoronar"                      |
| 2021 | Um Lugar ao Sol              | Avany                         | Episódio: "8 de novembro"                   |
| 2022 | Quanto Mais Vida, Melhor!    | Juíza Arlete Siqueira         | Episódios: "21–25 de fevereiro"             |
| 2022 | Sob Pressão                  | Soraya                        | Episódio: "2"                               |
| 2023 | Terra e Paixão               | Angelina do Carmo             |                                             |
| 2024 | Cilada                       | Vânia                         | Episódio: "Família"                         |

### Cinema
| Ano  | Título                             | Personagem       | Notas          |
| ---- | ---------------------------------- | ---------------- | -------------- |
| 2001 | A Breve Estória de Cândido Sampaio |                  | Curta-metragem |
| 2004 | Um Show de Verão                   | Joilda           |                |
| 2006 | Quem é Cezar?!                     | Inez Viana       | Curta-metragem |
| 2009 | Nesta Data Querida                 | Mãe              | Curta-metragem |
| 2010 | Nosso Lar                          | Narcisa          |                |
| 2013 | Meu Passado Me Condena             | Suzana Gonçalves |                |
| 2014 | Amigo Anônimo                      | Tia              | Curta-metragem |
| 2015 | Meu Passado Me Condena 2           | Suzana Gonçalves |                |
| 2023 | Medusa                             | Dona Carmem      |                |

## Teatro
| Ano  | Título                                                       |
| ---- | ------------------------------------------------------------ |
| 1987 | Gardel – Uma Lembrança                                       |
| 1988 | Theatro Musical Brasileiro                                   |
| 1991 | Uma Aventura Carioca                                         |
| 2001 | Cole Porter – Ele nunca disse que me amava                   |
| 2002 | Elis - Estrela do Brasil interpretando a cantora Elis Regina |
| 2004 | Orlando Silva, O Cantor das Multidões                        |
| 2007 | A Mulher que Escreveu a Bíblia                               |
| 2013 | Maravilhoso                                                  |
| 2019 | Por Favor, Venha Voando                                      |

## Prêmios e indicações
| Ano  | Premiação                                     | Categoria                        | Indicação                             | Resultado |
| ---- | --------------------------------------------- | -------------------------------- | ------------------------------------- | --------- |
| 2002 | Prêmio Qualidade Brasil - SP                  | Melhor Atriz Teatral Musical     | Elis - Estrela do Brasil              | Indicada  |
| 2004 | Prêmio Qualidade Brasil - RJ                  | Melhor Atriz Teatral Musical     | Orlando Silva, o Cantor das Multidões | Indicada  |
| 2007 | Prêmio Shell                                  | Melhor Atriz                     | A Mulher Que Escreveu a Bíblia        | Indicada  |
| 2010 | Prêmio Shell                                  | Melhor Direção                   | As Conchambranças de Quaderna         | Indicada  |
| 2011 | Prêmio APTR de Teatro                         | Melhor Direção                   | As Conchambranças de Quaderna         | Indicada  |
| 2011 | Prêmio APTR de Teatro                         | Melhor Espetáculo                | As Conchambranças de Quaderna         | Indicada  |
| 2011 | Prêmio Shell                                  | Melhor Direção                   | Amor Confesso                         | Indicada  |
| 2012 | Fita - Festa Internacional de Teatro de Angra | Melhor Espetáculo (júri técnico) | Os Mamutes                            | Indicada  |
| 2012 | Fita - Festa Internacional de Teatro de Angra | Melhor Direção                   | Os Mamutes                            | Indicada  |
| 2013 | Prêmio Questão de Crítica                     | Melhor Direção                   | Nem Mesmo Todo o Oceano               | Indicada  |
| 2014 | Prêmio Questão de Crítica                     | Melhor Direção                   | O Que Você Vai Ver                    | Indicada  |
| 2015 | Prêmio APTR                                   | Melhor Atriz Coadjuvante         | Como é Cruel Viver Assim              | Indicada  |
| 2017 | Prêmio de Humor                               | Melhor Direção                   | Meu Passado me Condena                | Indicada  |
| 2018 | Prêmio APCA de Teatro                         | Melhor Direção                   | A Mentira                             | Indicada  |
| 2021 | Prêmio APTR                                   | Espetáculo Adaptado Ao Vivo      | Mata Teu Pai                          | Indicada  |

## Ligações Externas
- Inez Viana. no IMDb.